# Diogenes von Sinope

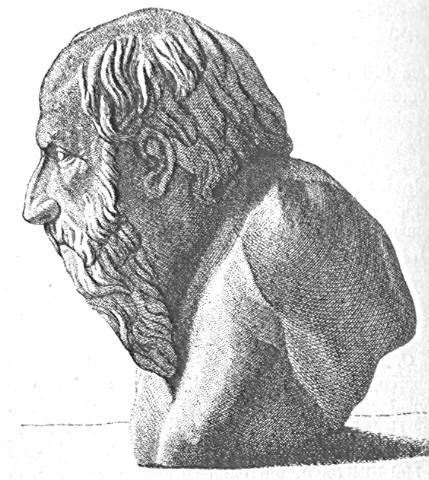
Abbildung (19. Jahrhundert) einer Statuette, die von einigen Forschern als Diogenes identifiziert wird.

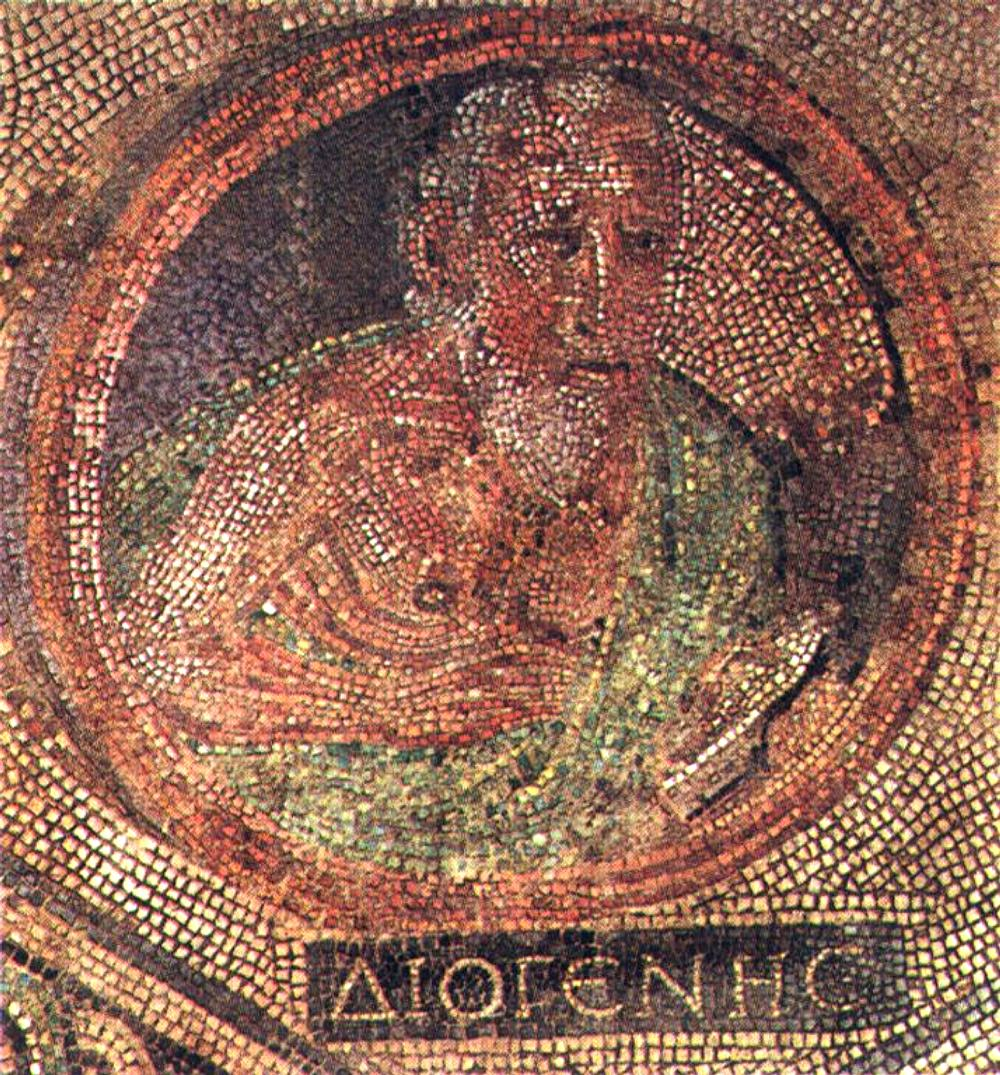
Diogenes in seinem Fass. Ausschnitt eines in Köln gefundenen Mosaiks aus dem 2. Jahrhundert, heute dort im Römisch-Germanischen Museum

Diogenes von Sinope (altgriechisch Διογένης ὁ Σινωπεύς Diogénēs ho Sinōpeús, latinisiert Diogenes Sinopeus; * vermutlich um 413 v. Chr. in Sinope; † vermutlich 323 v. Chr. in Korinth) war ein antiker griechischer Philosoph. Er zählt zur Strömung des Kynismus.

## Quellenlage

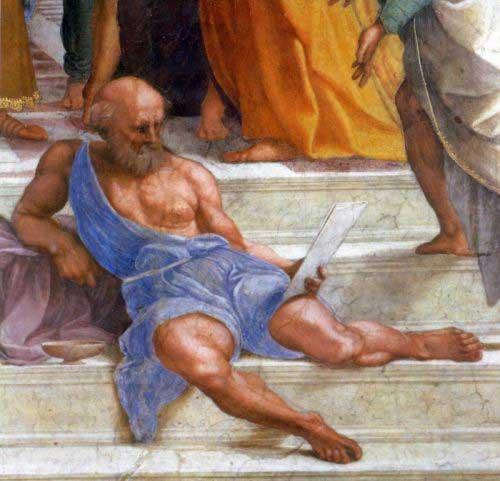
Diogenes von Sinope, Detail aus „Die Schule von Athen“, Raphael Santi, 1510/11, Stanzen des Vatikans, Rom

### Aufenthalt in Korinth

„Geh mir ein wenig aus der Sonne!“ (Diogenes zu Alexander dem Großen). Relief, Villa Albani, Rom

### Hündische Lebensweise

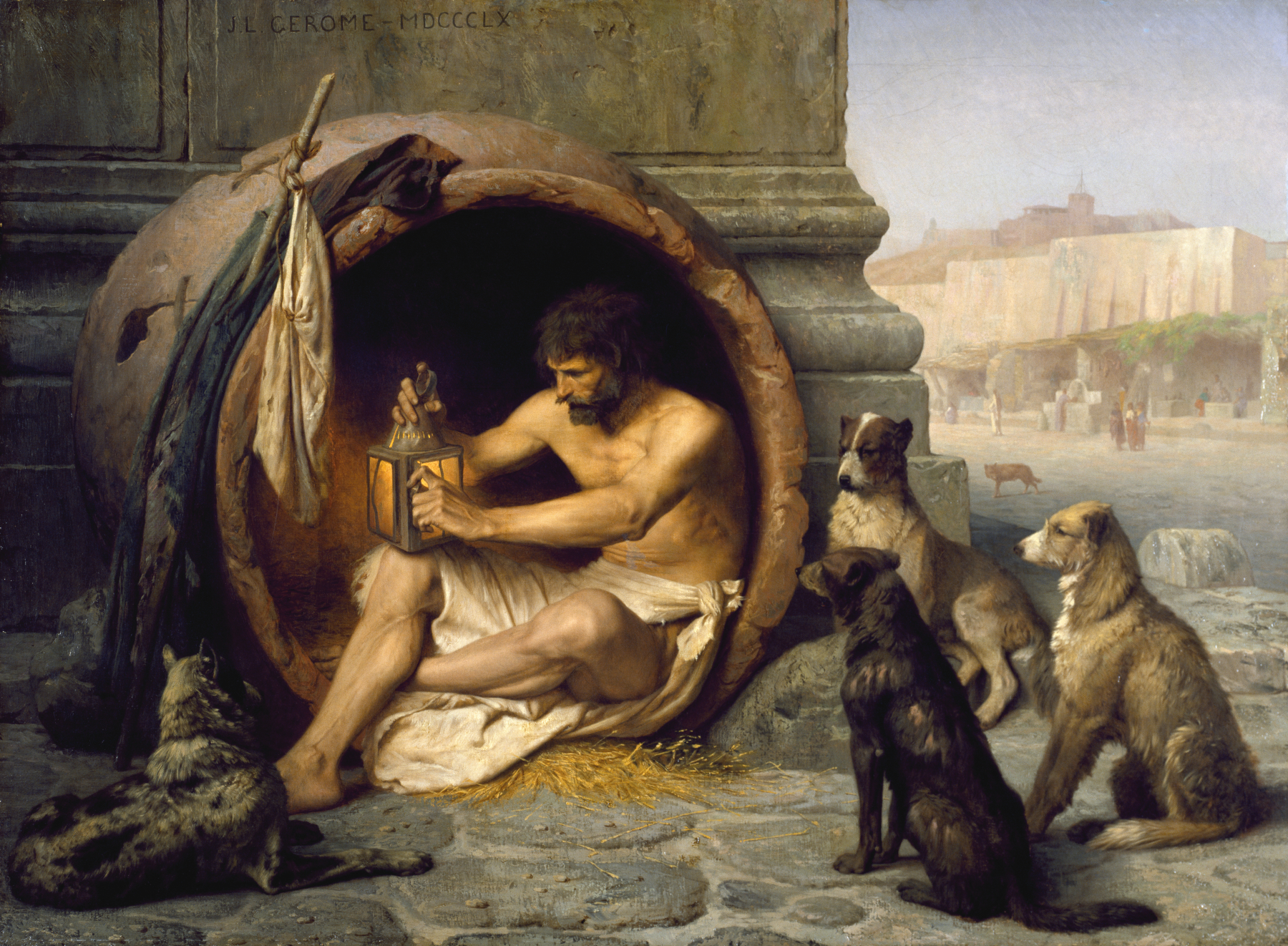
Philosophie als radikale Lebensform: Diogenes in der Tonne – Gemälde von Jean-Léon Gérôme (1860)

Titelkupfer zu den Dialogen des Diogenes von Sinope, herausgegeben von Christoph Martin Wieland (1770). Entworfen von Adam Friedrich Oeser, gestochen von Christian Gottlieb Geyser

### Bedürfnislosigkeit

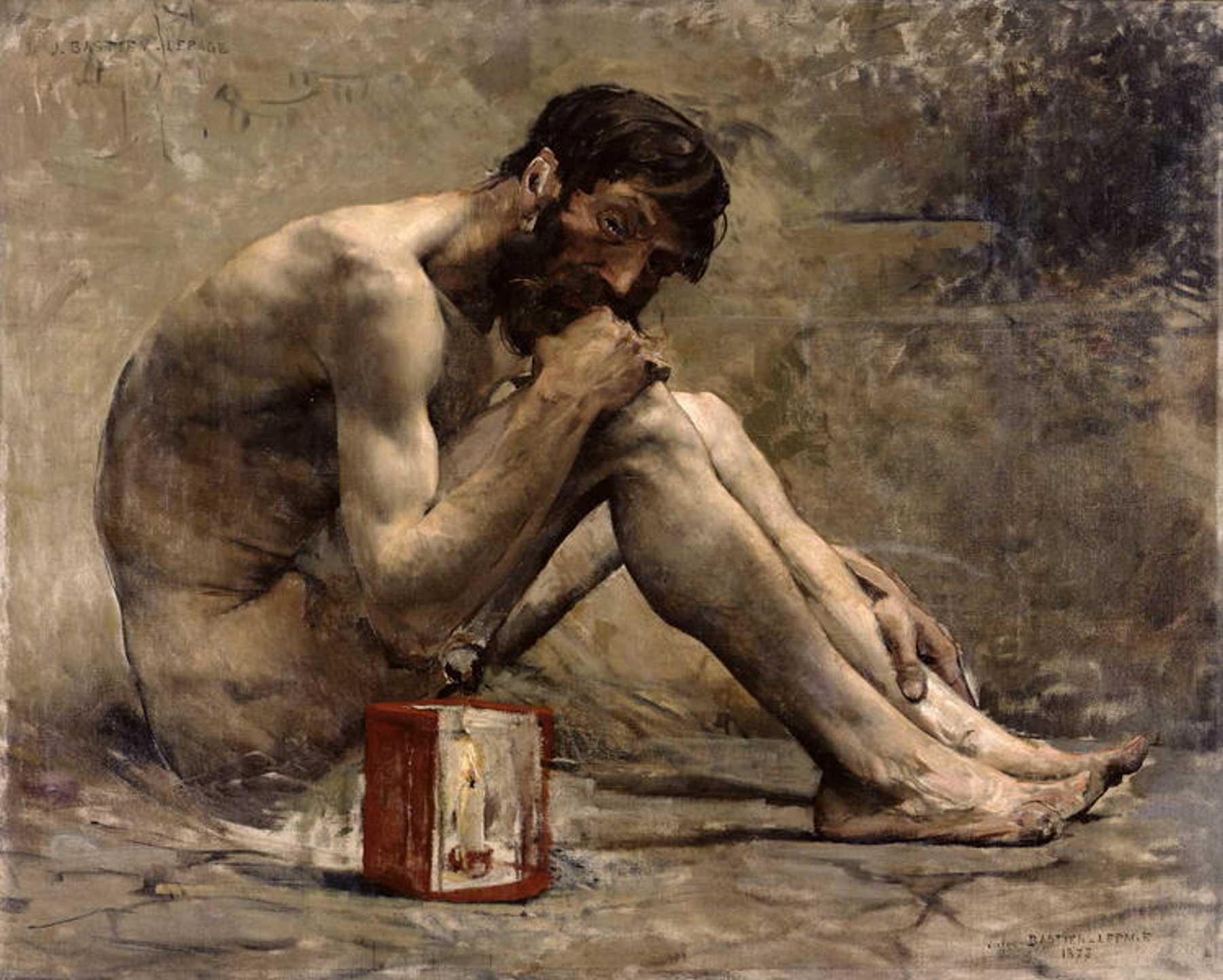
Diogenes, Gemälde von Jules Bastien-Lepage (1873)

#### Gesellschaftliche Konventionen, Staatsordnung und Religion

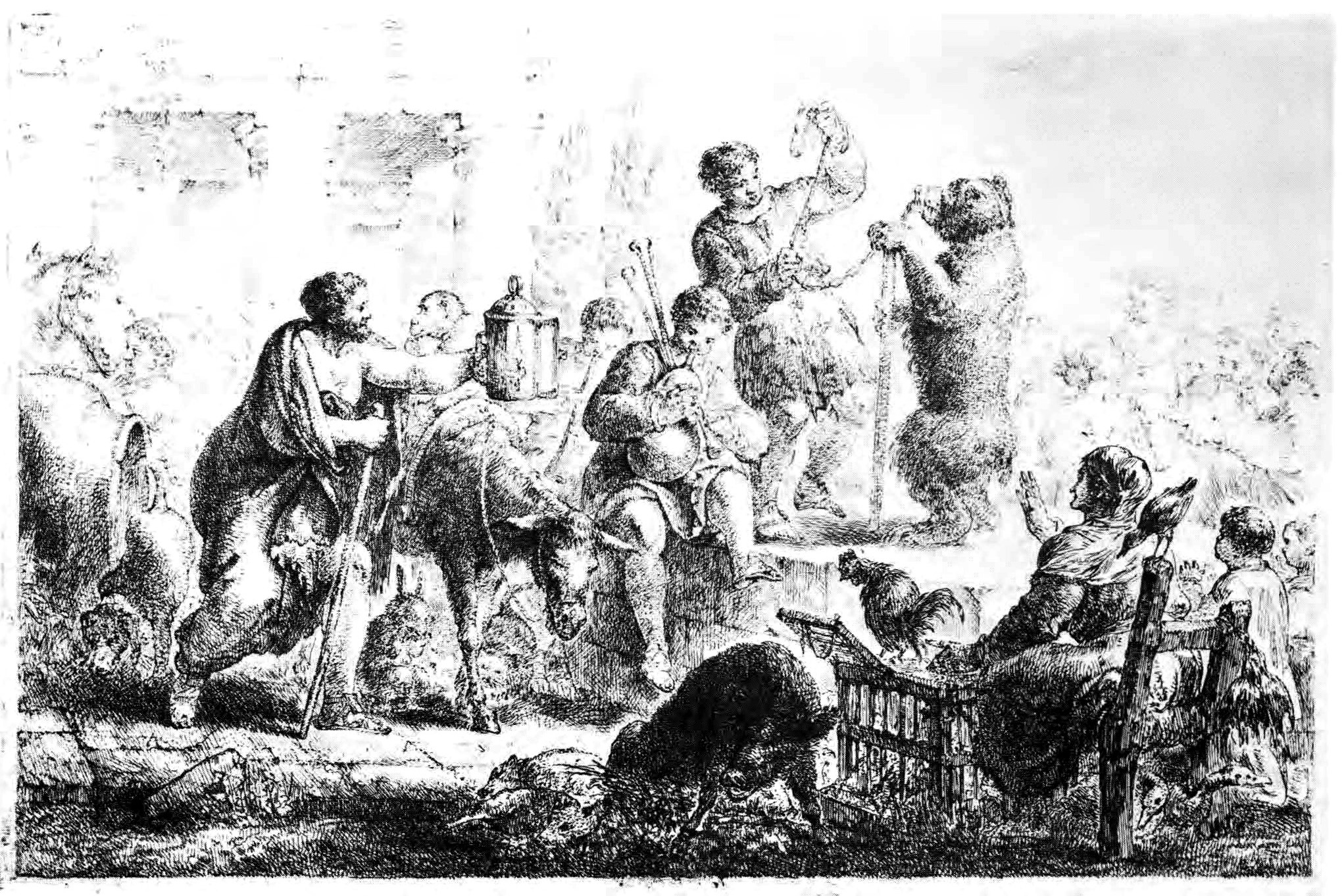
„Ich suche Menschen!“ (Diogenes mit Laterne), Bernhard Rode, 1725–1797

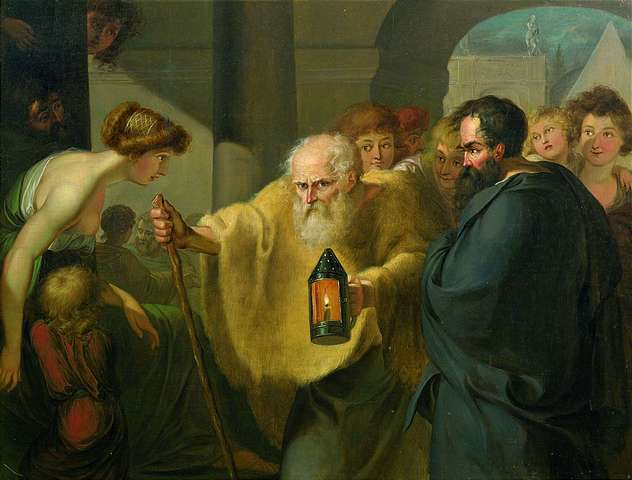
Diogenes sucht einen Menschen – Darstellung wahrscheinlich von Johann Heinrich Wilhelm Tischbein (1780er)

#### Bildung, Dialektik und Philosophie

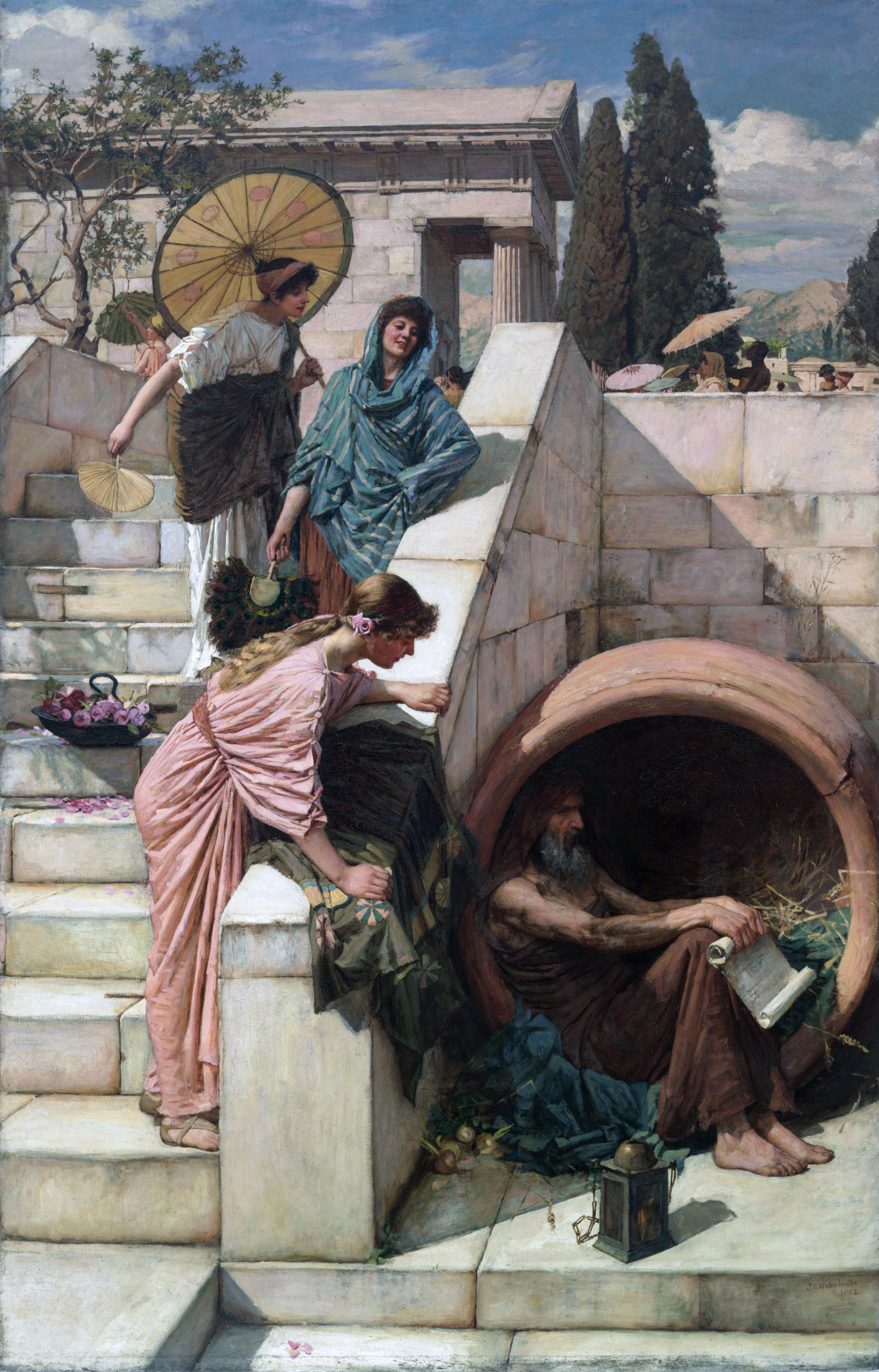
Diogenes, neben ihm seine Lampe und Zwiebeln. John William Waterhouse (1882)

## Rezeption

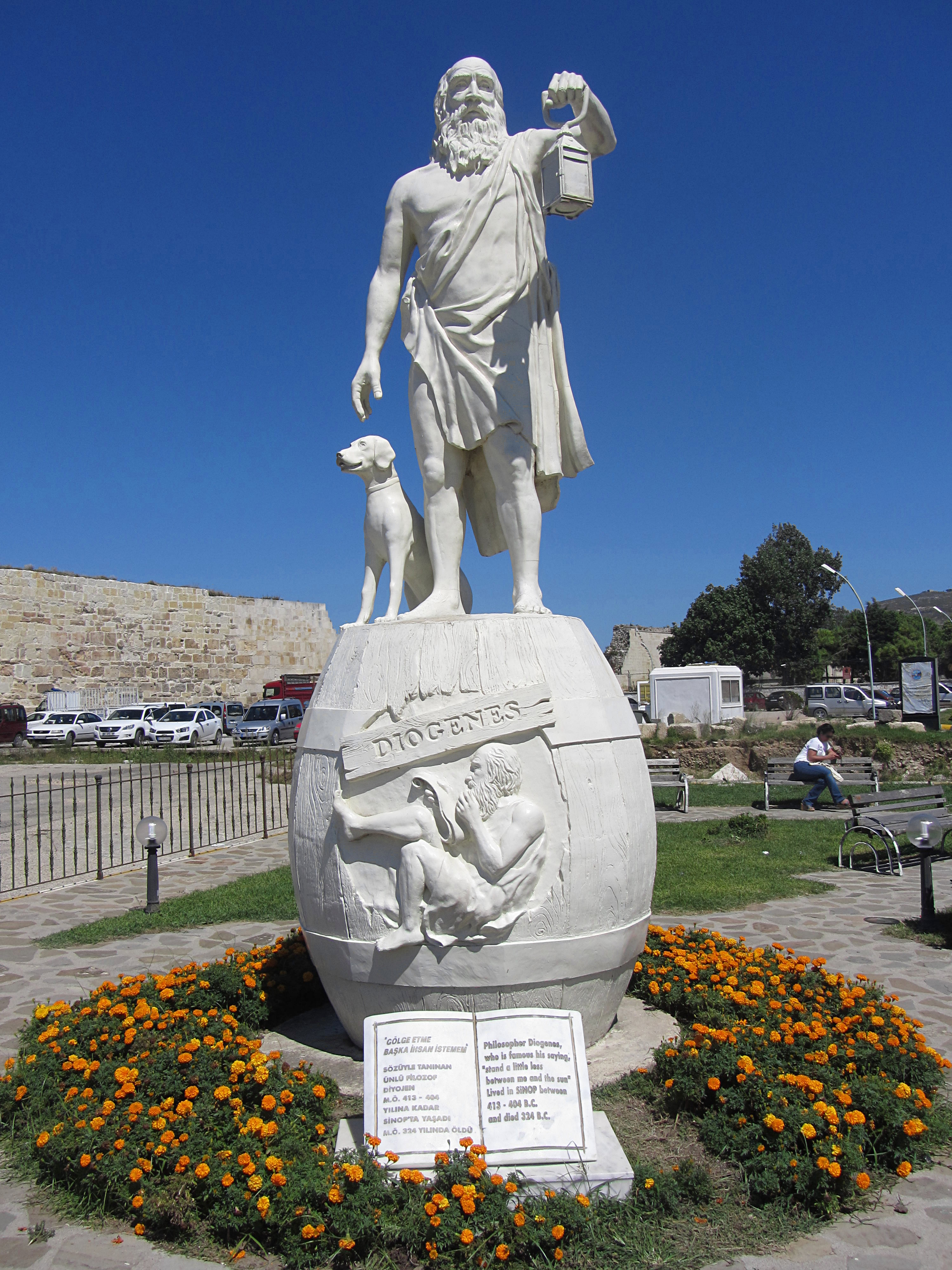
Modernes Diogenes-Denkmal im türkischen Sinop

### Kunst und Belletristik

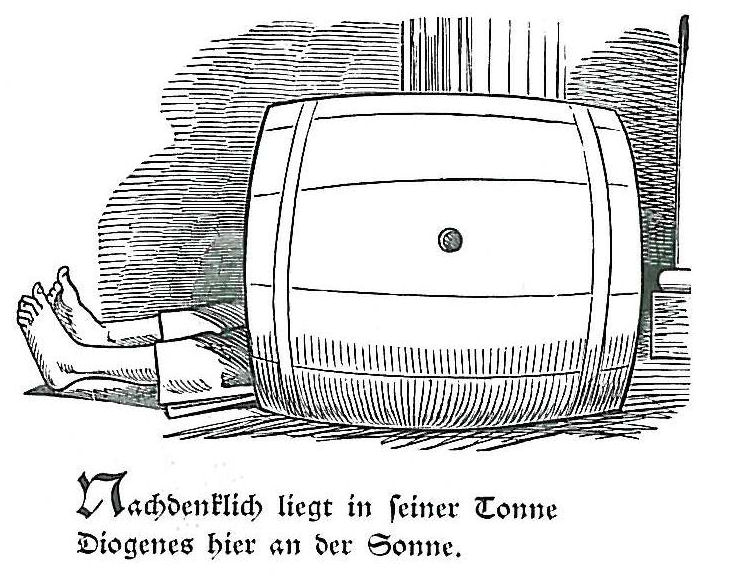
Aus Diogenes und die bösen Buben von Korinth von Wilhelm Busch